# 2023 au Japon
Cet article présente les faits marquants de l'année 2023 au Japon.

## Évènements
- 20 au 26 mars : championnats du monde de patinage artistique à Saitama.
- 6 avril : accident aérien à Miyako-jima.
- 9 et 23 avril : élections municipales.
- 5 mai : au moins une personne est tuée et douze autres sont blessées dans un tremblement de terre de magnitude 6,2 dans la préfecture d'Ishikawa[1].
- 19 au 21 mai : sommet du G7 à Hiroshima.
- 14 au 30 juillet : championnats du monde de natation à Fukuoka.
- 29 novembre : un V-22 Osprey de l'armée de l'air américaine s'écrase au large de la préfecture de Kagoshima avec huit membres d'équipage à son bord[2].